# Промислова вулиця (Київ, Дарницький район)
Промисло́ва ву́лиця — вулиця в Дарницькому районі міста Києва, місцевість Бортничі. Пролягає від Переяславської вулиці до Вітовецької вулиці.
Прилучаються Польова вулиця, Промисловий провулок, Автотранспортна та Заплавна вулиці.
На вулиці Промисловій, 10 знаходиться Бортничанське кладовище.

## Громадський транспорт
Маршрути автобусів (дані на 2015 рік)
№ 104: ст. м. «Бориспільська» — Бортничі (ФАП).
Маршрути маршрутних таксі (дані на 2015 рік)
№ 104: ст. м. «Харківська» — Бортничі (ФАП);